# Chairac (Corresa)
Chirac (localment Lo borg d'a Chirac) (en francès Chirac-Bellevue) és un municipi francès situat al departament de la Corresa i a la regió de la Nova Aquitània.

## Demografia
| 1962                                       | 1968 | 1975 | 1982 | 1990 | 1999 | 2007 |
| ------------------------------------------ | ---- | ---- | ---- | ---- | ---- | ---- |
| 223                                        | 265  | 230  | 217  | 191  | 204  | 259  |
| Des de 1962: població sense dobles comptes |      |      |      |      |      |      |

## Administració
| Període   | Identitat      | Partit |
| --------- | -------------- | ------ |
| 2001-2008 | Jacques Champy |        |
| 2008-     | Jean Brive     |        |